# Françoise de Montmorency
Françoise de Montmorency (1566 – Broc, 1641. december 6.) 1579 és 1581 között III. Henrik navarrai király, a későbbi IV. Henrik francia király kegyencnője.
Pierre de Montmorency öt leánya közül ő volt a legfiatalabb. 13 esztendősen Valois Margit királyné (Henrik első felesége) udvarhölgye lett. A félénk, visszahúzódó gyereklány felkeltette Henrik érdeklődését. Egy leányt szült a királynak, aki halva született. 1582-ben Margit elűzte az udvarból.
1596. március 11-én a harmincesztendős hölgy hozzáment François de Brochoz, Cinq-Mars bárójához.